# Слука Микола Васильович
Микола Васильович Слука (нар. 24 жовтня 1964, Великі Мости) — радянський та український футболіст, що грав на позиції півзахисника. Відомий насамперед виступами за футбольний клуб «Волинь», де є одним із найкращих бомбардирів клубу та гвардійців клубу (23 м'ячі в чемпіонатах СРСР та України і кубкових матчах — 11 місце серед усіх бомбардирів клубу та 242 матчі у чемпіонатах і кубку СРСР, а також чемпіонатах та кубку України — 16 місце серед гвардійців клубу), нетривалий час виступав також за клуби «Карпати» (Львів), «Кристал» (Чортків) та «Скала» (Стрий).

## Клубна кар'єра
Микола Слука народився у Львівській області, та є вихованцем львівського спортінтернату, де його першим тренером був відомий у минулому футболіст Едуард Козинкевич. Після закінчення навчання в школі молодий футболіст отримав запрошення до дублюючого складу львівських «Карпат», проте у складі не закріпився, і розпочав виступи за аматорський клуб «Сільмаш» із Ковель. За два роки Миколі Слуці прийшла пора служити в Радянській Армії, яку він проходив, граючи за дублюючий склад львівської команди СКА «Карпати». Після закінчення служби футболіст повертається до «Сільмашу», але вже за рік перспективного гравця запрошують до головної команди області — луцького «Торпедо», яке грало у другій союзній лізі. У перший же рік виступів Слука став одним із основних гравців середини поля команди, та зіграв за свій перший сезон у Луцьку 35 матчів. За два роки Микола Слука був не тільки одним із основних гравців середини поля луцької команди, яка повернула цього року свою історичну назву «Волинь», а й одним із кращих її бомбардирів, відзначившись у 49 проведених матчах 7 забитими м'ячами, та разом із командою став переможцем турніру української зони другої ліги, за що отримав золоту медаль чемпіона УРСР з футболу. Наступний сезон футболіст розпочав у складі «Волині», яка вже виступала у буферній зоні другої ліги, а закінчував рік у польському клубі КСЗО з Островця-Свентокшиського. У 1991 році повернувся до Луцька й зіграв у останньому чемпіонаті СРСР 39 матчів. У першому чемпіонаті незалежної України Микола Слука зіграв за «Волинь» 12 матчів, у яких відзначився 3 забитими м'ячами (поділивши при цьому 3—4 місце серед усіх бомбардирів команди цього сезону). Наступний сезон Слука розпочав у луцькому клубі, проте зіграв лише 2 матчі чемпіонату, і вже під час зимової перерви перейшов до складу львівських «Карпат», за які, щоправда, футболіст зіграв лише 3 матчі. Після піврічного перебування у львівському клубі Слука повернувся на Волинь, де грав за аматорську команду «Колос» із Ківерець. У 1994 році футболіст повернувся у професійний футбол і півроку грав за першоліговий клуб «Кристал» із Чорткова. За півроку Слука повернувся до виступів за ковельський «Сільмаш», який грав у аматорському чемпіонаті України, а протягом 1995 року грав у першоліговій команді «Скала» зі Стрия, яка й стала для нього останнім професійним клубом. З початку 1996 року футболіст грав за аматорський клуб «Явір» з Цумані, після чого остаточно завершив виступи на футбольних полях.

## Досягнення
- Переможець чемпіонату УРСР з футболу 1989, що проводився у рамках турніру в шостій зоні другої ліги СРСР.